# 東九龍政府合署
東九龍政府合署（英語：Kowloon East Government Offices），是香港政府的一座辦公大樓，位處於香港九龍觀塘鯉魚門道12號，樓高10層，鄰近觀塘裁判法院，大樓內設社會福利署觀塘家庭服務中心、牛頭角家庭服務中心、教育局觀塘辦事處、勞工處觀塘辦事處、觀塘及新蒲崗特別視察組、觀塘勞資關係組辦事處、觀塘就業中心、勞工處展翅青見計劃等政府部門的辦事處.東九龍派遞局.政府合署地下為東九龍郵政局。